# Zimbabwe African National Union – Patriotic Front

Flagge der ZANU-PF

Zimbabwe African National Union – Patriotic Front (ZANU-PF oder Zanu-PF, auch ohne Bindestrich; deutsch etwa: Afrikanische Nationalunion von Simbabwe – Patriotische Front) ist eine 1987 entstandene Partei in Simbabwe. Wie schon ihre Vorgängerpartei Zimbabwe African National Union (ZANU) in den Jahren 1980 bis 1987 dominiert sie die Politik Simbabwes.

## Geschichte
Die ZANU wurde 1963 gegründet, als das damalige Südrhodesien noch unter britischer Kolonialverwaltung stand. Sie hatte sich von der Zimbabwe African People’s Union (ZAPU) abgespalten, die vom prosowjetisch gesinnten Joshua Nkomo geführt wurde. Der Gründer der ZANU war Ndabaningi Sithole, der eher an der Volksrepublik China orientiert war und sich damit von Nkomo absetzte. Gemeinsam mit dem Rechtsanwalt Herbert Chitepo schlug er einen versöhnlicheren Weg ein. Im Gegensatz zur späteren Entwicklung konnten sowohl die ZAPU als auch die ZANU Shona und Ndebele an sich binden und sich somit auf die beiden größten Ethnien des Landes gleichermaßen stützen. Sithole vertrat stärker den entwickelteren Osten des Landes, während Nkomo eher im armen Süden verankert war. ZANU und ZAPU verstanden sich als politische Parteien, bildeten im Unabhängigkeitskrieg gemeinsam die Patriotische Front. Ihre militärischen Flügel, die Zimbabwe African National Liberation Army (ZANLA) und die Zimbabwe People’s Revolutionary Army (ZIPRA), operierten von den Nachbarländern Sambia (ZIPRA) und nach dessen Unabhängigkeit auch von Mosambik (ZANLA).
Nach Chitepos Ermordung am 18. März 1975 errang Robert Mugabe, der sich zu dieser Zeit in Mosambik aufgehalten hatte, die führende Position in der ZANU. Er konnte jedoch die weitgehende Aufspaltung nach Ethnien nicht verhindern. Viele Ndebele folgten Sithole in die moderatere, auf den bewaffneten Kampf verzichtende Partei, die später als ZANU-Ndonga bezeichnet wurde, die Shona folgten Mugabe in der militanter ausgerichteten ZANU.
Sithole beteiligte sich 1979 an der Übergangsregierung von Weißen und Schwarzen unter Bischof Abel Muzorewa im damaligen Simbabwe-Rhodesien. Er beteiligte sich mit Muzorewa an den Verhandlungen zum Lancaster-House-Abkommen in London über eine Verfassung und allgemeine Wahlen in Simbabwe. Diese Wahlen gewann die ZANU Robert Mugabes 1980 mit über 60 % der Stimmen.
Die Jahre nach der Unabhängigkeit waren von der ZANU-gelenkten Terrormaßnahme Gukurahundi geprägt, bei der rund 20.000 Menschen getötet wurden, meist Ndebele. Im Dezember 1987 sah sich Nkomo gezwungen, seine ZAPU mit der ZANU zur ZANU-PF zu fusionieren. Damit war Mugabe seinem Ziel eines Einparteienstaates näher gekommen. Ende der 1990er-Jahre formierte sich mit dem Movement for Democratic Change (MDC) eine neue Oppositionspartei, die sich nicht nur auf die Ndebele, sondern mehr noch auf den städtischen Mittelstand und zunehmend auch auf Opfer des Regimes stützt.
Nachdem die ZANU-PF 2008 erstmals ihre Mehrheit im Parlament eingebüßt hatte, erhielt sie bei den Parlamentswahlen 2013 eine Zweidrittelmehrheit der Mandate. Allerdings blieb das Wahlergebnis umstritten. Die ZANU-Ndonga, die im Parlament zuletzt keine Sitze mehr hatte, ging 2015 erneut in der ZANU-PF auf.

### FraktionenGeneration 40undLacoste
Im Zuge der Regelung der Nachfolge von Präsident Mugabe bildeten sich Mitte der 2010er-Jahre innerhalb der ZANU-PF zwei Faktionen heraus:
- Die Generation 40 (G40) befürwortete die Übernahme der Staatsgeschäfte durch Mugabes Ehefrau Grace Mugabe. Als führende Kräfte galten Ignatius Chombo,[4] Mike Bimha, Jonathan Moyo, Patrick Zhuwao, Saviour Kasukuwere,[5] Augustine Chihuri und Kudzai Chipanga.[6] Verschiedene Medien zogen einen Vergleich zu den Jungtürken des Osmanischen Reiches.[7][8]

Der Begriff selbst geht nach dessen eigener Aussage auf den Informationsminister Jonathan Moyo zurück, der ihn erstmals im August 2011 in einem Beitrag in der simbabwischen Sunday Mail verwendet haben will. Er habe damit zum Ausdruck bringen wollen, dass es Menschen in jüngerem Alter gewesen seien, die den Kampf um die Unabhängigkeit des Landes an vorderster Front geführt hätten. Zugleich bezweifelte er die Existenz einer derartigen Faktion und warf den Medien vor, dies erfunden zu haben.
- Die Lacoste-Faktion hingegen unterstützte Emmerson Mnangagwa, langjähriger Minister und von 2014 bis zu seiner Entlassung Anfang November 2017 Vizepräsident des Landes. Die Bezeichnung ist eine Anspielung auf das Markenzeichen der Bekleidungsmarke Lacoste, ein Krokodil, und bezieht sich sowohl auf die Gefährlichkeit des Tieres als auch auf das Totem von Präsident Mugabe.[10] Zur Gruppe zählten tendenziell ältere Parteimitglieder, die sich seit der Zeit des Unabhängigkeitskampfes kennen,[11] speziell führende Militärs der Zimbabwe Defence Forces.

Die Animositäten zwischen den Faktionen und insbesondere die Entlassung Mnangagwas gelten als Auslöser des Militärputsches vom 14./15. November 2017.

### Putsch und Wechsel an der Parteispitze
Am 19. November 2017 wurde Mugabe vom Central Committee nach 42 Jahren als Parteivorsitzender abgesetzt und Emmerson Mnangagwa zum neuen Vorsitzenden erklärt. Zahlreiche weitere Mitglieder der G40-Generation, darunter Grace Mugabe, wurden auf Lebenszeit ausgeschlossen. Oppah Muchinguri-Kashiri wurde zur neuen National Chairperson ernannt.
Mitglieder des G40-Flügels gründeten im Februar 2018 die New National Party (NPF), kurz darauf in National Patriotic Party umbenannt. Bei den Wahlen im Juli 2018 gewann die ZANU-PF die absolute Mehrheit der Sitze in der Nationalversammlung. Mnangagwa wurde als Präsident bestätigt. Die NPF erhielt nur einen Parlamentssitz.

## Struktur
Die ZANU-PF orientiert sich in ihrer Struktur an Vorbildern des ehemaligen Ostblocks. So hat die Partei ein Politbüro und ein Zentralkomitee; der Parteivorsitzende ist First Secretary. Daneben gibt es die National Chairperson. Die Mitglieder bezeichnen sich gegenseitig als comrades („Genossen“).
Zur Partei gehören die Frauen- und Jugendorganisationen Women’s League und die Youth League.
Das Parteisymbol ist das Bild eines Bauwerks aus Great Zimbabwe, das Motto Unity, peace and development (etwa: „Einheit, Frieden und Entwicklung“). Die Parteiflagge zeigt, von innen nach außen, die Farben Schwarz, Rot, Gelb und Grün, die Farben der Staatsflagge.
Die Parteizentrale befindet sich in Harare an der Ecke Samora Machel Street/Rotten Row Street.